# Porto de Setúbal

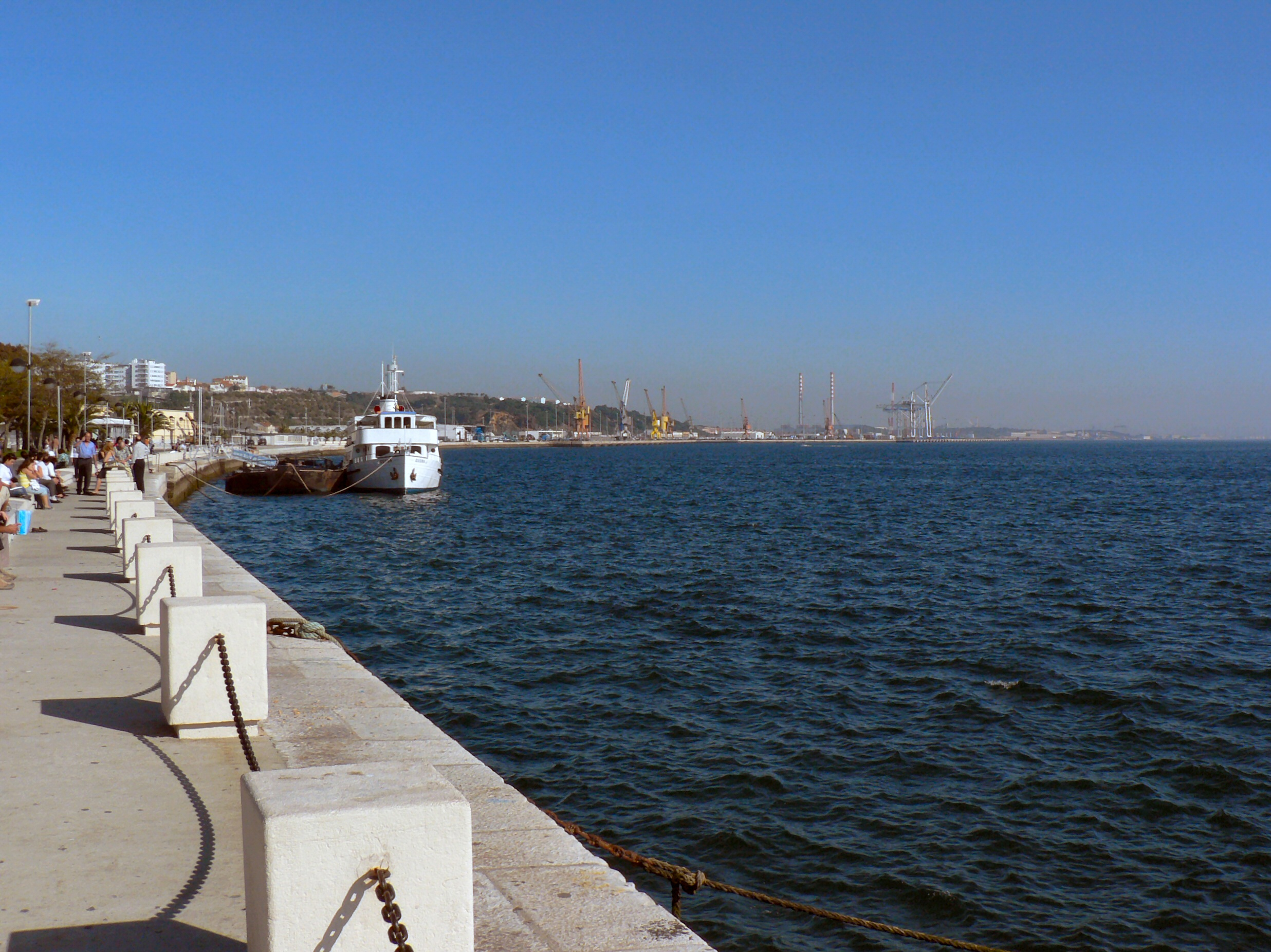
Porto e zona ribeirinha de Setúbal

O Porto de Setúbal situa-se na foz do rio Sado na cidade de Setúbal.
O rio corre de Sul para Norte na parte interior do porto flectindo para Oeste em direcção à foz. A cidade estende-se ao longo do rio na margem direita, enquanto que na margem esquerda se situa a península de Troia. A saída do porto faz-se por um canal que passa junto ao Outão onde o farol constitui uma marca sinalizadora da entrada, no porto e tendo o principal canal de acesso ao porto uma profundidade de -12 m ZH. Este porto permite a entrada de navios de carga de médio porte, porta-contentores e graneleiros.
Neste porto existe o estaleiro da Setenave destinado a construção e reparação de navios. O porto também constitui abrigo para as embarcações de pesca.

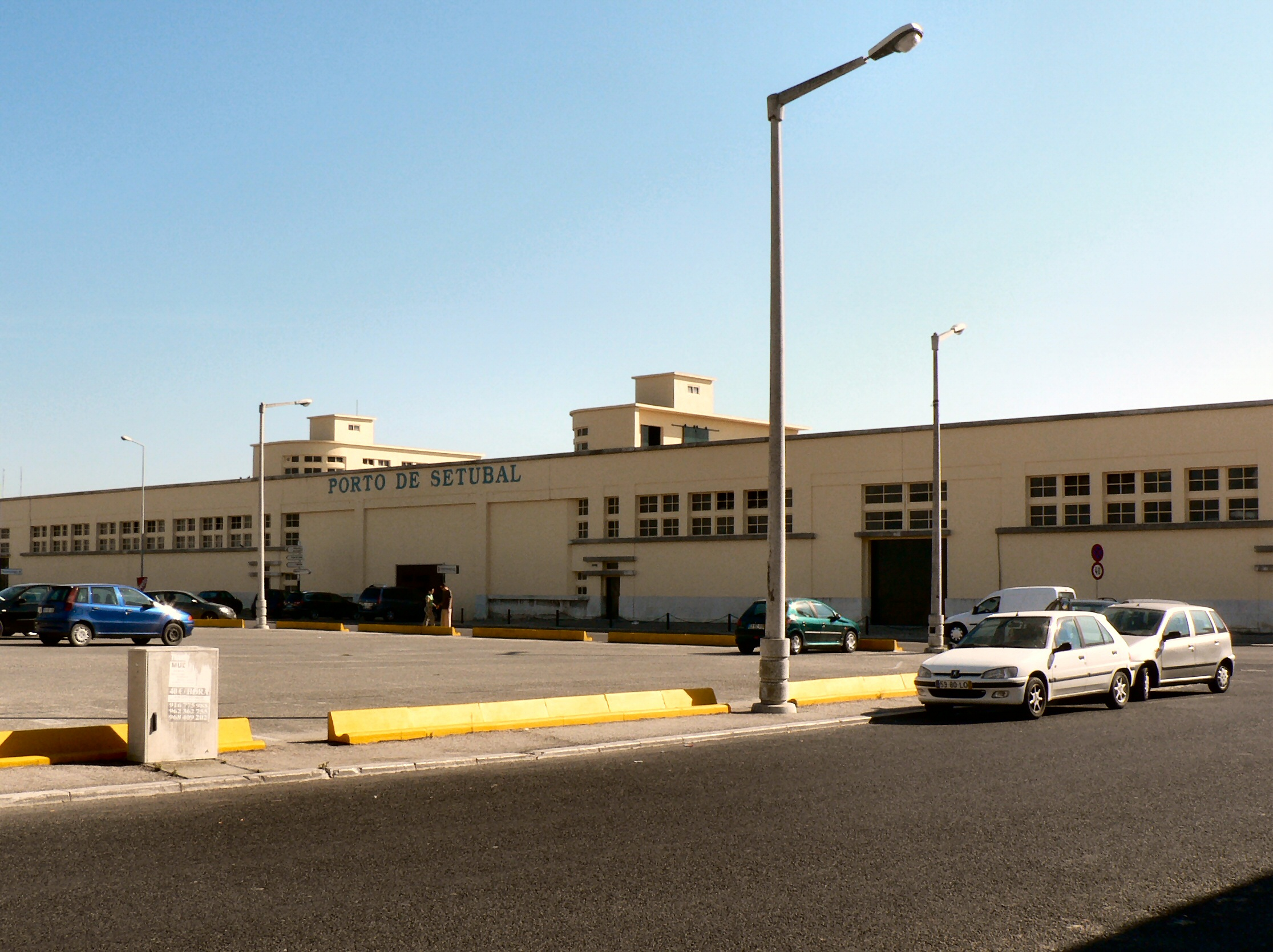
Edifício do Porto de Setúbal

A actividade piscatória no estuário da foz do Sado e ao longo da costa entre Sines e o Cabo Espichel foi uma actividade importante até meados do século XX, fornecendo diversas fábricas de conserva de peixe na cidade.
Actualmente, junto das instalações portuárias encontram-se diversos restaurantes especializados em pratos de peixe, atraindo muitos turistas.
Junto ao porto também se situa o mercado municipal, sendo significativa a venda de peixe.
Um dos peixes mais pescados neste porto é o salmonete.
Este Porto está localizado no cruzamento dos grandes eixos de navegação intercontinental Norte-Sul e Este-Oeste, situa-se na junção dos principais eixos rodo-ferroviários do País e tem também ligação a Espanha. Potencia o desenvolvimento das cadeias de transporte, e dispõe de infra-estruturas para a movimentação de todos os tipos de carga nos seus terminais especializados para Ro-Ro, carga contentorizada, fraccionada e granéis, sólidos e líquidos. O Porto assume um crescente papel de interface na ligação internacional e logística da região de Lisboa e Vale do Tejo e da zona central de Portugal. As principais mercadorias transacionadas são:fuélóleo, produtos metalúrgicos, cimento, cereais, frutas e outros produtos alimentares. Na sua área coabita uma rede de agentes e transitários, formando uma forte comunidade Portuária que se encontra em ligação informática contínua, visando uma melhoria na gestão de 
navios e mercadorias (Dossier).

## Serviços Portuários

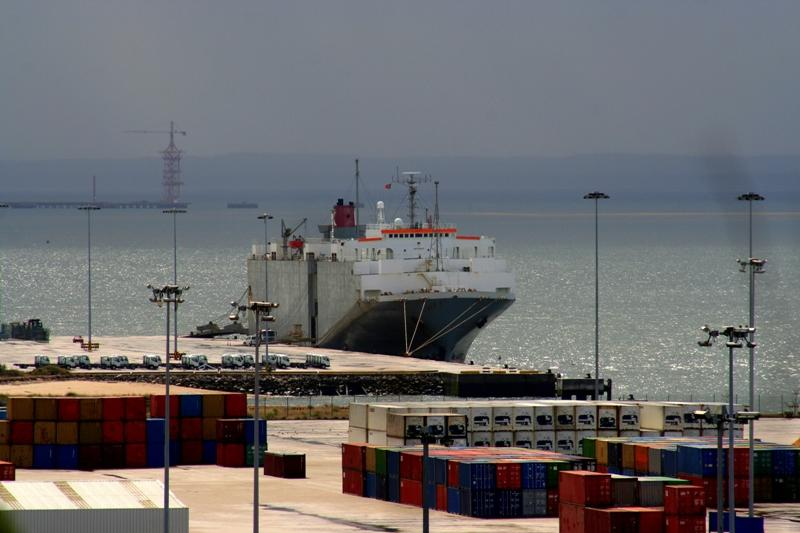
contentores no Porto de Setúbal

O Porto de Setúbal detém excelentes condições naturais e está estrategicamente situado, factores estes que conjugados fazem com que seja um importante centro de comércio marítimo. As suas acessibilidades naturais traduzem-se numa vantagem competitiva. Para além de boas, e modernas infra-estruturas portuárias que permitem a circulação e operação de mercadorias, os administradores procuram acompanhar o mais possível as progressivas exigências do mercado, empenhando-se para uma gestão orientada para o cliente, apoiando-se em serviços operacionais seguros e eficientes e através de serviços intermodais asseguram uma rápida circulação de cargas. Este Porto encontra-se em grande desenvolvimento e é um importante pólo importador e exportador de mercadorias de elevado valor,possuindo também uma potencial área de expansão portuária, industrial e logística, respondendo assim de uma forma eficiente e moderna a uma procura cada vez maior. Os principais produtos transacionados são os automóveis e carga fraccionada (produtos metalúrgicos e florestais), onde é líder nacional. Este porto possui boas acessibilidades rodoviárias, ferroviárias e marítimas.
Com o novo Terminal Multiusos e com as concessões dos vários terminais ao sector privado o papel do porto de Setúbal deverá sair reforçado, tanto no segmento graneleiro como no segmento de carga geral, o que permite uma contribuição muito importante no futuro papel dos portos portugueses como elos da cadeia económica de produção e consumo. A escolha da cidade de Setúbal para sede da Agência Portuguesa de Transporte Marítimo de Curta Distância significou um reconhecimento da importância deste porto neste tipo de transporte além de um acréscimo de responsabilidades.
A implementação em 2004 da estratégia de desenvolvimento do porto de Setúbal resultou no reforço do ordenamento, expansão e recuperação das infra-estruturas portuárias, as acessibilidades rodo-ferroviárias e marítimas aos terminais, a logística, a segurança, os sistemas e tecnologias de informação, o ambiente a pesca e a náutica de recreio.
O projecto de ampliação e remodelação do terminal de contentores possibilita a sua integração nas principal cadeias logísticas de transportes, uma modernização de carga fraccionada e ainda uma melhoria das acessibilidades marítimas portuárias (Dossier).

## Acessibilidades

### Marítimas
O acesso é feito sobre um canal, denominado de canal da Barra, e que tem a profundidade de 12m, apresentando uma extensão de 5Km e 200m de largura. O canal Norte cuja cota tem 11m e o Canal Sul à cota de 10m são separados pelos cabeços do Campanário, Cabra, Cabecinha, Cabeça e Escarna de Ferro (Dossier).

### Terrestres
As acessibilidades rodoviárias permitem um fácil acesso à rede rodoviária nacional e em percursos circundantes aos limites urbanos da cidade de Setúbal sem cruzamentos com a ferrovia. O tráfego rodoviário para os mercados e zonas industriais a norte do Tejo é bastante facilitado através da Ponte Vasco da Gama, e tendo ainda outra alternativas de ligação a Lisboa, percorrendo uma distância de 40 km até à capital. Também para Espanha a ligação é completamente por auto-estrada até à fronteira, continuando assim até Madrid e ao principais portos espanhóis. As acessibilidades ferroviárias beneficiam de ligação directa nos terminais de carga geral,Ro-Ro e contentores ficando assim integradas também no sistema ferroviário nacional (Dossier).

## Terminais
Existem diversos terminais no porto de Setúbal, uns licenciados ou concessionados, e outros geridos directamente pela APSS,SA (Administração dos Porto de Setúbal e Sesimbra, SA)
Assim, geridos pela autoridade portuária, temos (Terminais, 2013):

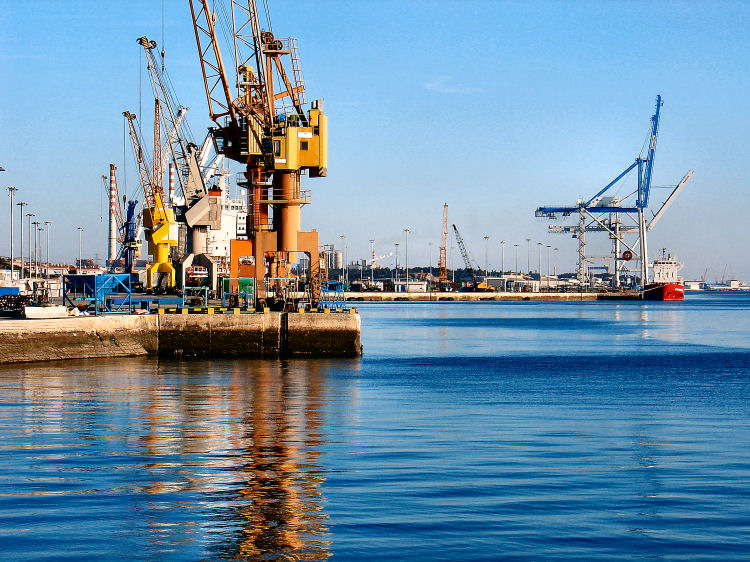
Porto de Setúbal

- Terminal Multiusos Zona 1 - TERSADO
- Terminal Multiusos Zona 2 - SADOPORT
- Terminal Roll-on/Roll-off
- Terminal SAPEC
- Terminal Eurominas

Os terminais licenciados ou concessionados são:
- Terminal Tanquisado
- Terminal da Alstom Portugal
- Terminal Mauri Fermentos
- Terminal de Praias do Sado (ex-Pirites Alentejanas)
- Terminal de Granéis Sólidos da Mitrena – TERMITRENA
- Terminal Teporset
- Terminal SECIL
- Terminal Lisnave
- Terminal URALADA

O porto permite a visita a qualquer terminal, desde que devidamente solicitada.

## Pontos fortes
- Boas ligações terrestres ao porto, directas descongestionadas e fora do perímetro urbano,
- Boa navegabilidade;
- Afastamento da actividade portuária em relação ao centro urbano;
- Disponibilidade de áreas de expansão e de reserva;
- Flexibilidade laboral e bom clima social;
- Tarifário competitivo;
- Existência de áreas para expansão para infra-estruturas logísticas na proximidade do porto;
- Existência de um conjunto diversificado de agentes económicos com uma relação consolidada com o porto;
- Sistema de informação de gestão portuária partilhado pela comunidade portuária e interligado com os clientes do porto;
- Capacidade instalada, em termos de infra-estruturas e equpamentos, para movimentação de todos os tipos de carga;
- Realização de diversos investimentos na ampliação, recuperação e construção de terminais portuários;
- Oferta de uma vasta gama de serviços complementares;
- Crescente envolvimento da iniciativa privada na gestão de terminais (APSS, p.10);

## Estratégia

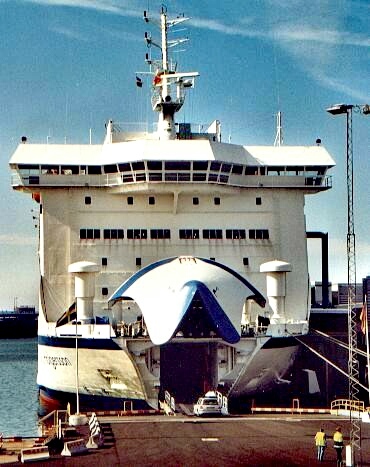
Ro-Ro de carros de passageiros

O porto de Setúbal é líder em Ro-Ro, sendo esta a via mais interessante em termos de tempo*custo para uma entrada ou saída da  da Península Ibérica, utilizando para o efeito navios até 12 metros e em qualquer condição de maré. Uma administração portuária colaborativa com seus concessionários e parceiros, diferenciando-se através do alargamento da oferta de serviços logísticos nos serviços de  carga fraccionada, contentorizada e granéis, oferecendo permanentes acessos marítimos e não se afastando das questões ambientais e de segurança,é uma missão que se pretende cumprir.
Os principais objectivos visam assegurar condições de dragagem permanentes permitindo 10 metros livres em cais e barra, propondo novas formas de Ro-Ro, comparar preços com outras comunidades portuárias,mantendo os mesmos baixos na sua cadeia global. Pretende-se ainda consolidar o tráfego de carga geral, contentorizada e granéis.
Outro objectivo é a comunicação dos níveis de actividade do porto criando também um interface comercial único para a marca Porto de Setúbal, apresentando serviços aos seus clientes directos bem como a potenciais clientes. Pretende-se ainda evoluir o site do porto para um portal mais dinâmico e adequar a estrutura orgânica à geração de receitas e aos custos existentes.
Em termos de serviços, o desenvolvimento das áreas da pesca e do recreio, patrocinar eventos a nível nacional e estabelecer parcerias com escolas, universidades, associações, nacionais e internacional desenvolvendo iniciativas destinadas à comunidade estudantil e à população em geral. A segurança de pessoas e bens na área portuária, a garantia de navegabilidade em zona portuárias, bem como soluções de protecção ambiental no Estuário do Sado, são medidas a aplicar (Estratégia, 2008).

## APSS, SA
A APSS - Administração do Porto de Setúbal e Sesimbra, SA tem como objectivo administrar o porto de Setúbal e o porto de Sesimbra, e garantir uma adequada integração do porto nas cadeias logísticas, orientar o desenvolvimento do porto numa óptica de mercado concorrencial internacional e a protecção do ambiente e promover acções para definição de uma política de concessão das infra-estruturas e serviços portuários. A APSS,SA dispõe dos seguintes serviços internos. (Documentos, 2007).:
- Direcção de serviços financeiros e administrativos, tratando da contabilidade, do serviço de logística interna e tesouraria.
- Gabinete jurídico
- Direcção dos serviços de obras, projectos e ambiente
- Direcção Comercial e de desenvolvimento que trata da actividade comercial do porto e do contacto com clientes.
- Serviços de informática.
- Divisão de recursos humanos.
- Divisão de exploração,onde passa tudo o que respeita à exploração do cais, movimentação de mercadorias e entrada e saída de navios.
- Divisão de segurança, tratando de tudo referente às normas de segurança marítima-portuária.
- VTS - Sistema de controlo da movimentação registada no porto e ajuda à navegação.
- Direcção de pilotagem que trata de tudo o que respeita à movimentação de navios nos canais de navegação do porto

## Últimos dados de crescimento
Nos dois primeiros meses de 2008, o porto de Setúbal cresceu  18,2% no tráfego de mercadorias, movimentando mais  190 mil toneladas, em relação ao mesmo período de 2007, aumentando  de 1 milhão de toneladas para 1,2 milhões de toneladas.
Este crescimento foi registado em todos os segmentos de carga,como (Notícias 2008).
- Os granéis sólidos cresceram 12,5%, cerca de 640,5 mil toneladas, destacando os

aumentos verificados na movimentação de clínquer, cimento, carvão/coque e concentrado de
cobre/zinco;
- Os granéis líquidos cresceram 27,8% (258,4 mil toneladas), destacando-se o aumento verificado no fuelóleo;
- A carga geral fraccionada aumentou 21,8% (264,6 mil toneladas), sendo a movimentação de cimento ensacado o principal responsável pelo acréscimo
- A carga contentorizada cresceu 32%,(2.658 contentores), que representam 4.103 TEUs;
- Os veículos e carga em veículos (carga Ro-Ro)cresceram 24% (53,2 mil toneladas), que representam os veículos movimentados no porto. Note-se ainda o facto de que as importações e as exportações (produção fábrica Auto-Europa) apresentarem variações positivas comparativamente ao período homólogo em 2007.